# Curt von Bardeleben
Curt von Bardeleben foi um enxadrista, editor e escritor alemão do Séc. XIX. Sua vida foi o tema principal do romance The Defense de Vladimir Nobokov, que foi adaptado no filme The Luzhin Defence. 
Após uma breve tentativa de se dedicar ao direito em 1883, Bardeleben tomou o enxadrismo como profissão, editando para a revista alemã Deutsche Schachzeitung de 1887 até 1891.
Seus melhores resultados em torneios internacionais foram o primeiro lugam em Leipzig (1888) empatado com Fritz Riemann, primeiro lugar em Kiel (1893) empatado com Walbrodt e o primeiro lugar em Coburg (1904) empatado com Schlechter e Swiderski. Também venceu seis vezes o torneio berlinense.
Bardeleben também é conhecido por uma derrota para Wilhelm Steinitz durante o torneio de Hastings em 1895, especialmente porque ele simplesmente saiu da sala do torneio e perdeu no tempo ao invés de abandonar a partida. Ficou tão abatido por esta derrota que teve que ser persuadido a continuar o torneio, vindo a terminar em sétimo. Devido as dificuldades financeiras que o povo alemão sofreu como consequências da Primeira Guerra Mundial, Bardeleben cometeu suicídio, pulando de uma janela.

## Principais resultados em torneios
| Data | Local          | Colocação | Observações                                                                  |
| ---- | -------------- | --------- | ---------------------------------------------------------------------------- |
| 1887 | Frankfurt 1887 | 4         | Vencido por George Henry Mackenzie, com Joseph Henry Blackburne em terceiro. |